# Рагозы (Псковская область)
Рагозы — деревня в Усвятском районе Псковской области России. Входит в состав Церковищенской волости (с 1995 года, ранее — в Церковищенский сельсовет). 

## География
Находится на юге региона, в восточной части района, в лесной местности.
Уличная сеть не развита.

## Население
| 2001 | 2002 | 2010 |
| ---- | ---- | ---- |
| 32   | ↘19  | ↘12  |

Численность населения деревни по оценке на начало 2001 года составляла 32 человека.

## Инфраструктура
Личное подсобное хозяйство.
Почтовое отделение, обслуживающее д. Рагозы — 182583; расположено в волостном центре д. Церковище.

## Транспорт
Просёлочная дорога, выходит на автодорогу 58К-032 Великие Луки — Усвяты.